# Tell Me I'm Pretty
Tell Me I'm Pretty è il quarto album in studio del gruppo rock statunitense Cage the Elephant, pubblicato nel dicembre 2015.

## Tracce
1. Cry Baby – 4:07
2. Mess Around – 2:53
3. Sweetie Little Jean – 3:44
4. Too Late to Say Goodbye – 4:12
5. Cold Cold Cold – 3:34
6. Trouble – 3:45
7. How Are You True – 4:40
8. That's Right – 3:52
9. Punchin' Bag – 3:47
10. Portuguese Knife Fight – 3:37